# Sigered del Kent
Sigered (... – 764) regnò sul Kent insieme a Eadberht II nel corso dell'VIII secolo.

## Biografia
Dopo la morte di Eardwulf nel 762 si chiuse il dominio della dinastia Oiscingas nel Kent occidentale. Il suo successore fu Sigered, probabile discendente della dinastia reale di Essex. Nel Kent orientale invece succedette Eadberht II.
Dal regno di Sigered sono rimasti due documenti. La "Charta S32" firmata da Sigered nel 762 con cui dona terreni seminativi al vescovo di Rochester, Eardwulf, per il monastero locale. Eadberht II confermò questa donazione di terreno sottoscrivendo anch'egli il documento.
Nella "Charta S33", che risale al periodo tra il 762 e il 764, Sigered viene chiamato "Rex dimidie partis prouincie Cantuariorum (letteralmente: "Re di mezza provincia di Kent"). Con questo documento Sigered trasferisce le terre di Aeslingaham (Islingham a Frindsbury) e i diritti di pascolo nella zona occidentale di Weald al Vescovo Eardwulf. Questo documento è stato confermato da Eanmund nel 764-765 circa.
Sigered morì presumibilmente intorno all'anno 764 in lotte di potere e il suo regno passò a Eanmund.